# Cevat Şakir

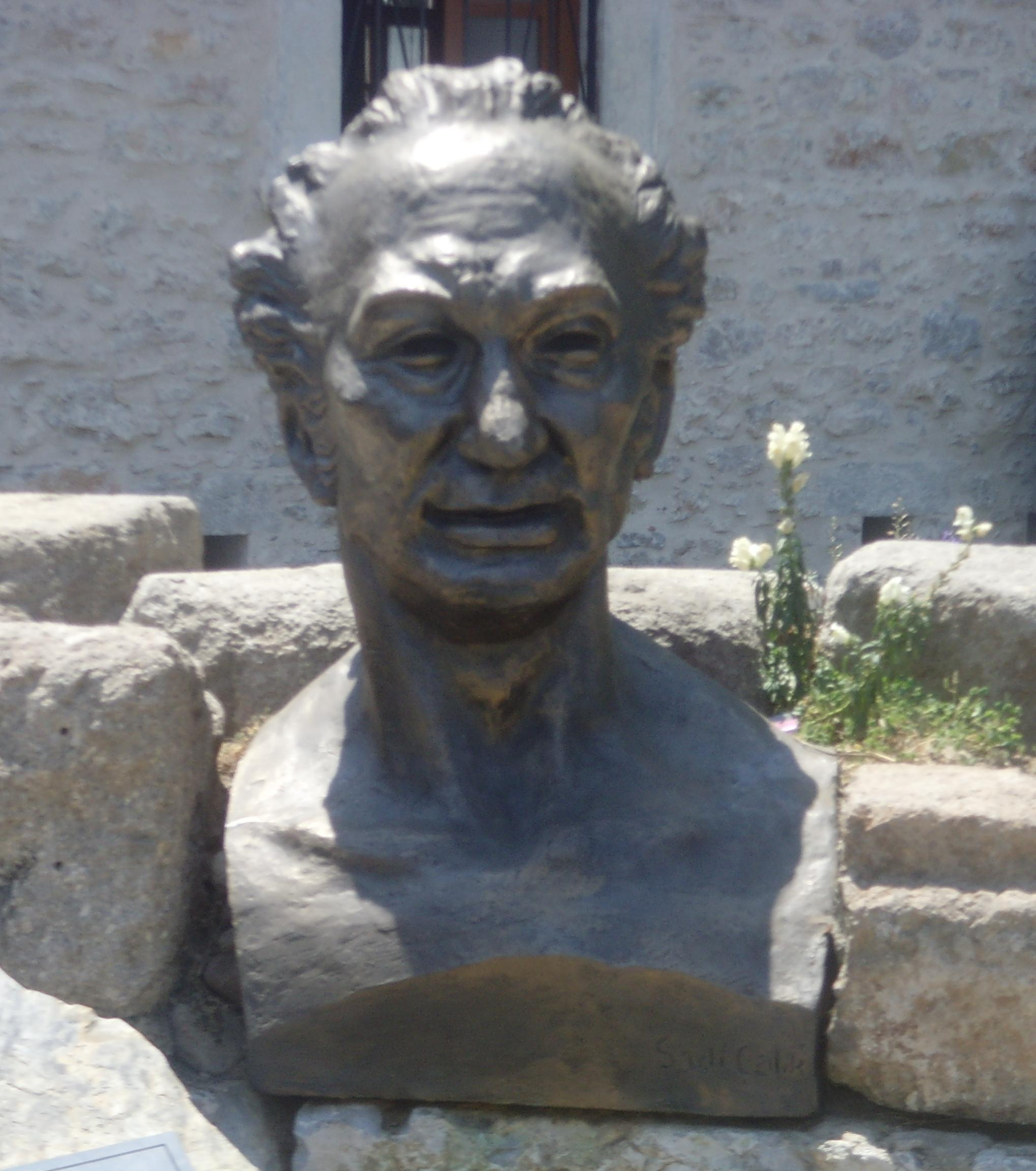
Büste des Cevat Şakir in Bodrum

Cevat Şakir Kabaağaçlı, Künstlername „Fischer von Halikarnassos“ (türkisch: Halikarnas Balıkçısı) (* 17. April 1886 auf Kreta; † 13. Oktober 1973 in İzmir), war ein türkischer Dissident, Schriftsteller und Journalist.

## Leben
Als Kind des türkischen Diplomaten Mehmet Cevat Pascha und seiner Frau İsmet Hanım verbrachte Cevat Şakir seine Kindheit in Athen. Bis 1904 besuchte er das Robert College in Istanbul und studierte anschließend Geschichte an der Universität in Oxford. Nach seiner Rückkehr in die Türkei 1910 arbeitete er für Zeitschriften wie Resimli Ay und İnci, zog 1913 jedoch anlässlich seiner Heirat mit einer Italienerin nach Italien. Nachdem 1914 sein Vater unter ungeklärten Umständen durch einen Schuss aus Cevat Şakirs Pistole zu Tode gekommen war, wurde dieser inhaftiert, aber wegen einer Tuberkulose-Erkrankung vorzeitig entlassen.
1925 wurde Cevat Şakir wegen eines Zeitungsartikels, in dem er sich kritisch über die Hinrichtung von Armee-Deserteuren des Befreiungskriegs geäußert hatte, vom Istanbuler Militärtribunal ins Exil nach Bodrum verbannt, das damals nahezu vergessene antike Halikarnassos. Er verliebte sich in die Landschaft und ihre Schönheit und die Ursprünglichkeit des Dorfes der Fischer und Schwammtaucher. Die türkischen Behörden verlegten ihn daraufhin ins Landesinnere, von wo Cevat Şakir nach Verbüßung seines restlichen Arrestes sofort nach Bodrum zurückkehrte. Fortan schrieb er unter dem Pseudonym Halikarnas Balıkçısı (deutsch: Fischer von Halikarnassos). Etliche seiner Werke behandeln die Kultur Anatoliens und das Leben an der Ägäis. Ab 1957 begab er sich mit Freunden aus der Intellektuellen-Szene auf Kulturreisen in der Küstenregion um Bodrum. Dabei waren sie auf den einfachen Booten der Schwammtaucher, den Gulets, unterwegs; die Reisen werden als „Blaue Reisen“ bekannt. Die Reisenden entdeckten nicht nur idyllische Buchten und Dörfer, sondern auch Kulturschätze. Cevat Şakir setzte sich vergeblich dafür ein, die ins British Museum verbrachten Teile des Mausoleums von Halikarnassos wieder an ihren ursprünglichen Ort zurückzuholen.
Cevat Şakir ebnete den Weg für den Aufschwung des verschlafenen Fischerdorfes Bodrum zum touristischen Reiseziel.
International bekannt wurde Cevat Şakir durch den Kinofilm Das blaue Exil (1993), einer Verfilmung seiner Memoiren Mavi Sürgün, in der Hanna Schygulla eine Hauptrolle spielte.
Cevat Şakir hatte einen Sohn (Suat Kabaağaçlı) und eine Tochter (İsmet Kabaağaçlı Noonan). Er starb 1973 in İzmir an Knochenkrebs und wurde gemäß seinem Wunsch in Bodrum begraben.

## Werk
Kurzgeschichten
Ege Kıyılarından (1939),
Merhaba Akdeniz (1947),
Ege’nin Dibi (1952),
Yaşasın Deniz (1954),
Gülen Ada (1957),
Ege’den (1972),
Gençlik Denizlerinde (1973),
Parmak Damgası (1986),
Dalgıçlar (1991).
Novellen
Aganta Burina Burinata (1945),
Ötelerin Çocuğu (1956),
Uluç Reis (1962),
Turgut Reis (1966),
Deniz Gurbetçileri (1969).
Essays
Anadolu Efsaneleri (1954),
Anadolu Tanrıları (1955),
Mavi Sürgün (Memoiren, 1961),
Anadolu’nun Sesi (1971),
Hey Koca Yurt (1972),
Merhaba Anadolu (1980),
Düşün Yazıları (1981),
Altıncı Kıta Akdeniz (1982),
Sonsuzluk Sessiz Büyür (1983),
Çiçeklerin Düğünü (1991),
Arşipel (1993).
Karikaturen

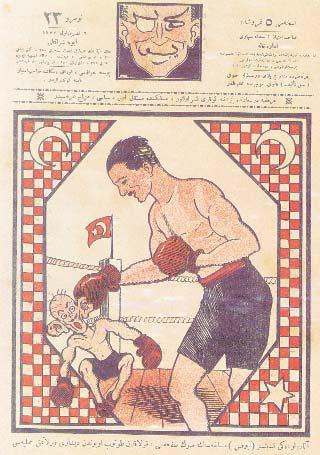
Politische Karikatur von Şakir zur Schlacht am Sakarya, Güleryüz (Ausgabe 23, 6. Oktober 1921)
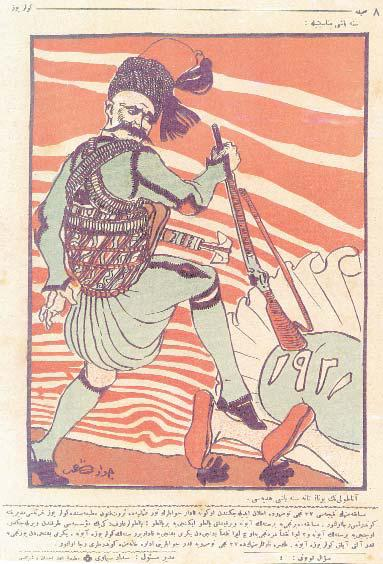
Politische Karikatur von Şakir zur Schlacht am Sakarya, Güleryüz (Ausgabe 34, 22. Oktober 1921)
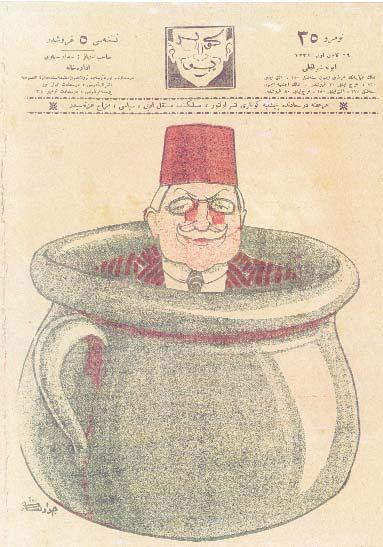
Politische Karikatur von Şakir über Ali Kemal Bey, Güleryüz (Ausgabe 35, 29. Dezember 1921).